# الحصن البيزنطي عين تونقة
الحصن البيزنطي هو معلم أثري تونسي مصنف من قبل المعهد الوطني للتراث يقع في ولاية باجة في الشمال الغربي التونسي، تحديدا في عين تونقة تم تصنيف المعلم في يوم 8 مايو 1895.

## مقالات ذات صلة
- قائمة المعالم الأثرية المصنفة في تونس